# فدریکو وارلا
فدریکو وارلا (انگلیسی: Federico Varela؛ زادهٔ ۷ مهٔ ۱۹۹۶) بازیکن فوتبال اهل آرژانتین است.
از باشگاه‌هایی که در آن بازی کرده‌است می‌توان به باشگاه فوتبال پورتو و باشگاه فوتبال سلتاویگو اشاره کرد.